# Ton Schuurmans

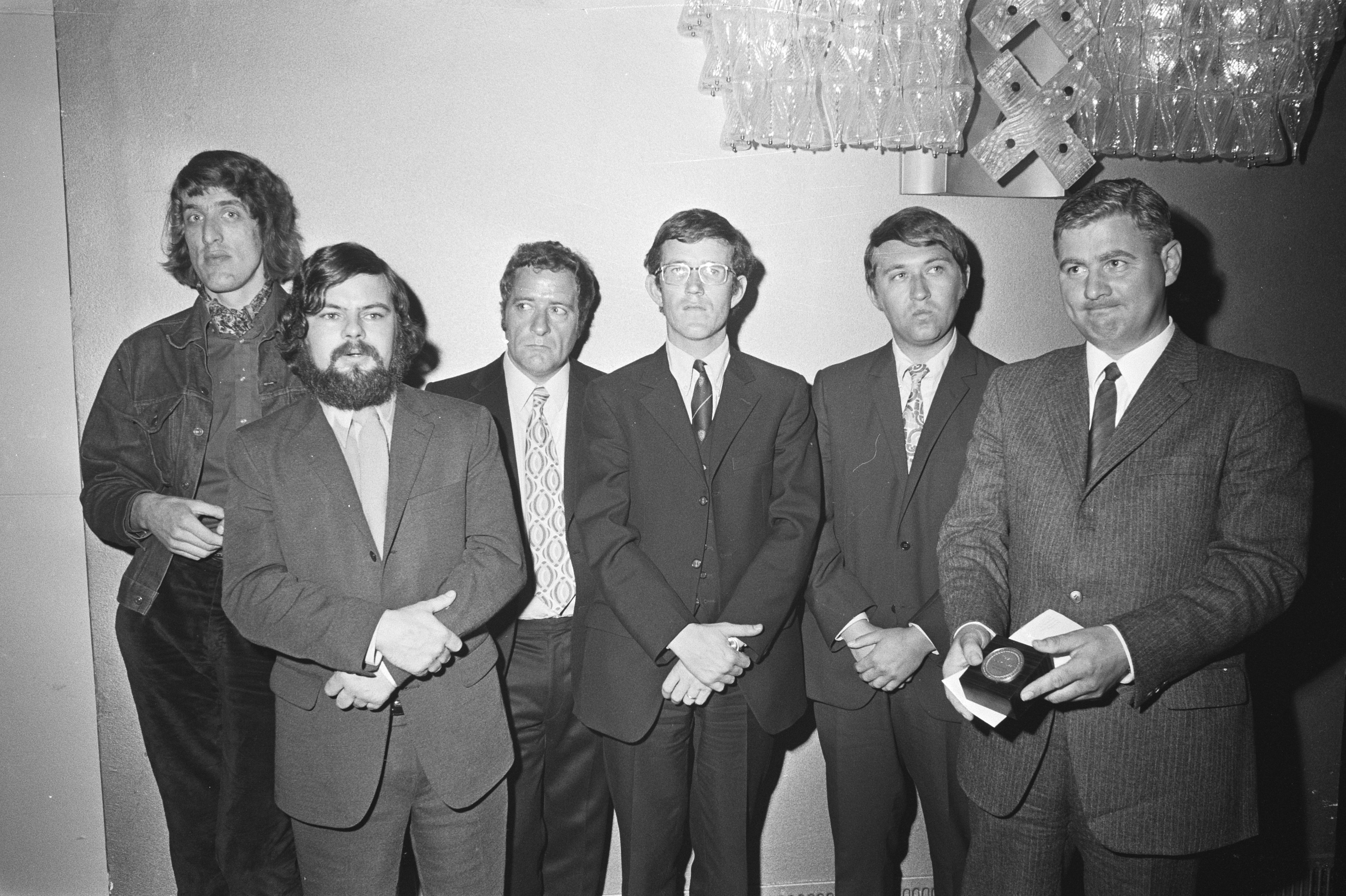
Ton Schuurmans, derde van rechts bij uitreiking Prijs voor dagbladjournalistiek (1971)

Antonius Augustinus Maria (Ton) Schuurmans (Den Haag, 11 februari 1941 – Groningen, 25 juli 1997) was een Nederlands journalist en redacteur.
Hij was zoon van Maria Sophia Hendrika Halsema en Augustinus Charles Hubertus Schuurmans. Hijzelf was getrouwd met Ineke van der Linden. Zoon Daan Schuurmans werd acteur.
Ton Schuurmans kreeg zijn opleiding aan de hogereburgerschool in Rotterdam en het Instituut van Perswetenschappen in Amsterdam. Schuurmans werkte voor een hoeveelheid aan media. Hij begon in de dagbladjournalistiek waarbij hij tussen 1963 en 1976 schreef voor Dordrechts Nieuwsblad, de Volkskrant, Rotterdamsch Nieuwsblad in combinatie met Haagsche Courant; voor die twee kranten was hij ook enige tijd correspondent in Londen. Hij schreef vanaf 1966 voor het Leidsch Dagblad en Alphens Dagblad en werd er hoofdredacteur (1980-1982). Per 1 januari 1983 werd hij opvolger van Eef Brouwers hoofdredacteur voor het Nieuwsblad van het Noorden, een aantal jaren daarna was hij er ook directeur.
Tussen 1976 en 1980 was hij als presentator en redacteur werkzaam bij actualiteitenprogramma Brandpunt. Zijn reportage over de Amsterdamse politie haalde een tweede prijs bij het Festival de télévision de Monte-Carlo. In 1989 was er een kleine kans dat hij zou terugkeren bij de omroep; hij werd echter geen directeur/hoofdredacteur bij de AVRO.
Andere functies waren bestuurlid van de Raad van Beheer van het Algemeen Nederlands Persbureau en gaf wel les aan politiescholen.
Anton Schuurmans won in 1970/1971 (naast anderen) de Prijs voor de Nederlandse Dagjournalistiek.
In maart 1997 moest hij zich vanwege een achteruitgaande gezondheid zijn werk opgeven, een aantal maanden later overleed hij.